# Ешер (Берн)
Ешер (фр. Eschert) — громада  в Швейцарії в кантоні Берн, адміністративний округ Бернська Юра.

## Географія
Громада розташована на відстані близько 37 км на північ від Берна.
Ешер має площу 6,6 км², з яких на 4% дозволяється будівництво (житлове та будівництво доріг), 40,1% використовуються в сільськогосподарських цілях, 55,3% зайнято лісами, 0,6% не є продуктивними (річки, льодовики або гори).

## Демографія
2019 року в громаді мешкало 367 осіб (-2,9% порівняно з 2010 роком), іноземців було 15,3%. Густота населення становила 56 осіб/км².
За віковим діапазоном населення розподілялося таким чином: 19,1% — особи молодші 20 років, 61% — особи у віці 20—64 років, 19,9% — особи у віці 65 років та старші. Було 159 помешкань (у середньому 2,3 особи в помешканні).
Із загальної кількості 136 працюючих 16 було зайнятих в первинному секторі, 86 — в обробній промисловості, 34 — в галузі послуг.